# Discovery Rupes
Discovery Rupes est un escarpement sur Mercure d'environ 650 km de long et de 2 km de hauteur, situé à 56,05° S, 321,95° O.  

## Présentation
Ce relief a été nommé d'après le HMS Discovery, le navire utilisé par l'explorateur James Cook lors de son troisième voyage. 
Il a été formé par une faille chevauchante qui aurait été active lors du rétrécissement du noyau de la planète au cours de son refroidissement. L'escarpement traverse le cratère Rameau.
Il a été découvert par la sonde Mariner 10. 

## Galerie

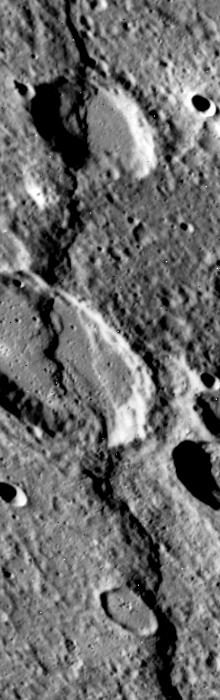
L'escarpement proéminent de Discovery Rupes photographié lors du premier survol du Mariner 10
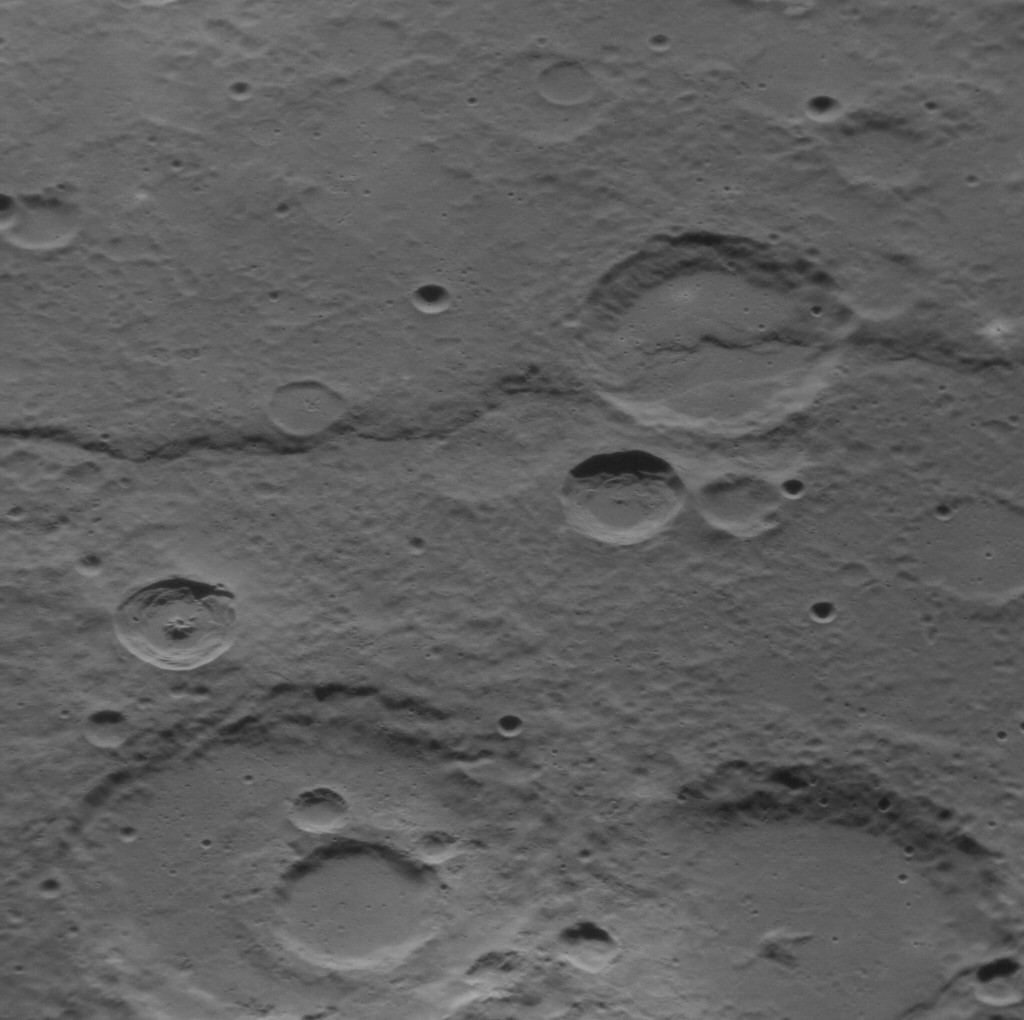
Le relief, imagé par MESSENGER en 2012
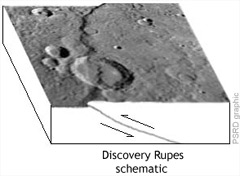
Représentation de la faille chevauchante à l'origine de l'escarpement de Discovery Rupes